# Scup
De scup (Stenotomus chrysops) is een straalvinnige vis uit de familie van zeebrasems (Sparidae) en behoort derhalve tot de orde van baarsachtigen (Perciformes). De vis kan maximaal 46 cm lang en 2060 gram zwaar worden. 

## Leefomgeving
Stenotomus chrysops is een zoutwatervis. De vis prefereert een subtropisch klimaat en leeft hoofdzakelijk in de Atlantische Oceaan. De diepteverspreiding is 0 tot 15 m onder het wateroppervlak. De vis vindt zijn voedsel nabij de waterbodem en eet vooral kreeftachtigen en andere invertebraten. 

## Relatie tot de mens
Stenotomus chrysops is voor de visserij van aanzienlijk commercieel belang. In de hengelsport wordt er weinig op de vis gejaagd. De soort kan worden bezichtigd in sommige openbare aquaria. 
Voor de mens is Stenotomus chrysops potentieel gevaarlijk, omdat er vermeldingen van ciguatera-vergiftiging zijn geweest. Toch kan de vis goed gegeten worden.